# Bělá pod Pradědem
Bělá pod Pradědem (polsky Biała pod Pradziadem) je obec, která leží ve Slezsku, v okrese Jeseník v Olomouckém kraji. Žije zde přibližně 1 700 obyvatel.

## Poloha
Obec Bělá pod Pradědem sousedí na severovýchodě s městem Jeseník, na severozápadě s obcí Lipová-lázně, na západě s obcí Ostružná, na jihozápadě s obcí Loučná nad Desnou a na západě s městem Vrbno pod Pradědem a obcí Heřmanovice. Leží 8 kilometrů jižně od okresního města Jeseník, 64 km severně od krajského města Olomouc, 198 kilometrů východně od Prahy, 14 km východně leží město Vrbno pod Pradědem, 26 km jižně město Rýmařov a 27 km jihozápadně město Šumperk.
Geomorfologicky patří Bělá pod Pradědem k provincii Česká vysočina, subprovincii krkonošsko-jesenické (sudetské), oblasti jesenické (východosudetské), geomorfologický celek Hrubý Jeseník, podcelky Pradědská, Keprnická a Medvědská hornatina. Nejvyšších poloh dosahuje území obce pod vrcholy Malý Děd (1369 m n. m.), Keprník (1423 m n. m.) a Červená hora (1333 m n. m.), které se však nacházejí na cizích katastrech. Na hranici obce se nacházejí např. Šerák (1351 m n. m.), Velký Klínovec (1167 m n. m.) nebo Výrovka (1168 m n. m.), dalšími významnými vrcholy jsou např. Šumný (1075 m n. m.), Točník (1145 m n. m.), Velký Klín (1177 m n. m.), Lysý vrch (1128 m n. m.).
Území Bělé pod Pradědem patří do povodí Odry, resp. Kladské Nisy. Hlavním tokem je na sever směřující říčka Bělá, která pramení pod Malým Dědem a přijímá řadu menších toků, mj. zprava Zaječí potok, Borový potok s Loučným potokem a Šumný potok s Hraničním potokem, zleva pak Studený potok, Červenohorský potok s Černým a Pátečním potokem, Keprnický potok s Rudohorským potokem a Javořický potok.
Území obce pokrývá ze 17 % zemědělská půda (5,5 % orná půda, 11 % louky a pastviny) a z téměř 80 % les.

## Historie
Dnešní obec Bělá pod Pradědem vznikla fakticky roku 1964 sloučením dosud samostatných obcí Adolfovice (něm. Adelsdorf) a Domašov (něm. Thomasdorf) a dvou osad: Filipovice (něm. Philippsdorf, zal. 1772) a Bělá (něm. Waldenburg, zal. 1798).  Nové jméno bylo převzato od říčky Bělé, přívlastek "pod Pradědem" pak odkazuje na blízkost nejvyšší hory Hrubého Jeseníku.
Všechny části dnešní obce Bělá patřily od první zmínky - totiž v případě Domašova a Adolfovic od roku 1284 - až do konce patrimoniální správy roku 1850 k panství Frývaldov (nyní Jeseník), které bylo téměř po celou dobu v přímém držení vratislavského biskupa. Pouze od poděbradské doby do roku 1547 je biskup uděloval v léno, naposledy od roku 1506 Fuggerům. Celé panství pak bylo součástí rakouské (české) části Nisského knížectví v rámci Rakouského Slezska.
Bělá pod Pradědem je členem Mikroregionu Jesenicko, svazku obcí vzniklého v roce 1999. Obec je také od roku 1993 členem Sdružení měst a obcí Jesenicka (SMOJ), které tvoří obce okresu Jeseník, a od roku 1997 Euroregionu Praděd.
Právo užívat znak a vlajku bylo obci uděleno rozhodnutím Poslanecké sněmovny Parlamentu České republiky dne 14. ledna 2000.

### Správní vývoj
Správní příslušnost Bělé pod Pradědem od roku 1848
- 1848 vévodství slezské, kraj opavský, Nisské knížectví, panství Frývaldov
- od 1. ledna 1850 do roku 1855 vévodství slezské, politický okres Frývaldov, soudní okres Frývaldov
- od roku 1855 do roku 1868 vévodství slezské, smíšený okres Frývaldov
- od roku 1868 do 30. listopadu 1928 vévodství slezské / země slezská, politický okres Frývaldov, soudní okres Frývaldov
- od 1. prosince 1928 do 31. ledna 1949 země moravskoslezská, politický okres Frývaldov (od 1947 Jeseník), soudní okres Frývaldov (od 1947 Jeseník)
  - kromě: od 1. října 1938 do května 1945 "sudetoněmecká území", od 15. dubna 1939 jako říšská župa Sudety / Reichsgau Sudetenland; (od 1. května 1939) vládní obvod Opava / Regierungsbezirk Troppau; (od 20. listopadu 1938) Landkreis Freiwaldau, Amtsgericht Freiwaldau
  - od 31. května 1945 Slezská expozitura země Moravskoslezské
- od 1. ledna 1949 do 30. června 1960 Olomoucký kraj, okres Jeseník
- od 1. července 1960 do 31. prosince 1995 Severomoravský kraj, okres Šumperk
- od 1. ledna 1996 do 31. prosince 1999 Severomoravský kraj, okres Jeseník
- od 1. ledna 2000 Olomoucký kraj, okres Jeseník

### Církevní správa
Z hlediska římskokatolické církevní správy spadá obec jednak do farnosti Dolní Domašov (Dolní Domašov a Adolfovice), jednak do farnosti Horní Domašov (Horní Domašov, Bělá a Filipovice). Obě farnosti patří do děkanátu Jeseník diecéze ostravsko-opavské a jsou dlouhodobě administrovány excurrendo z Jeseníka.
Farnost Dolní Domašov vlastní kostel sv. Tomáše Apoštola v Dolním Domašově.
Farnost Horní Domašov vlastní kostel sv. Jana Křtitele v Horním Domašově.
Evangeličtí věřící patří k farnímu sboru v Jeseníku (v Domašově je kazatelská stanice). Věřící Československé církve husitské patří k náboženské obci v Jeseníku.

## Obyvatelstvo
| Rok            | 1869  | 1880  | 1890  | 1900  | 1910  | 1921  | 1930  | 1950  | 1961  | 1970  | 1980  | 1991  | 2001  | 2011  | 2021  |
| -------------- | ----- | ----- | ----- | ----- | ----- | ----- | ----- | ----- | ----- | ----- | ----- | ----- | ----- | ----- | ----- |
| Počet obyvatel | 4 347 | 4 678 | 4 513 | 4 109 | 3 707 | 3 351 | 3 596 | 2 096 | 1 802 | 1 599 | 1 711 | 1 736 | 1 785 | 1 747 | 1 600 |
| Počet domů     | 595   | 649   | 622   | 638   | 631   | 635   | 677   | 662   | 392   | 381   | 421   | 464   | 520   | 564   | 583   |

V obci Bělá pod Pradědem je evidováno 718 adres : 616 čísel popisných (trvalé objekty) a 102 čísla evidenční (dočasné či rekreační objekty). Při sčítání lidu roku 2001 zde bylo napočteno 520 domů, z toho 462 trvale obydlených.

## Části obce
Bělá pod Pradědem se člení čtyři části (současně ZSJ), které leží na dvou katastrálních územích:
- Adolfovice (3496,06 ha) – Adolfovice
- Domašov u Jeseníku (5716,64 ha) – Domašov, Bělá a Filipovice

Samotná část Domašov se do roku 1900 dělila na části Dolní Domašov (něm. Nieder-Thomasdorf) a Horní Domašov (něm. Ober-Thomasdorf).

## Doprava
Obcí procházejí:
- silnice I. třídy číslo 44 z hraničního přechodu v Mikulovicích a Jeseníku směrem přes Červenohorské sedlo na Velké Losiny a Rapotín, kde se napojuje na silnici číslo I/11,
- silnice II. třídy číslo 450 z Bělé (Domašova) na Vidly, Karlovu Studánku a Staré Město u Bruntálu, kde se napojuje na silnici číslo II/452.

## Školství

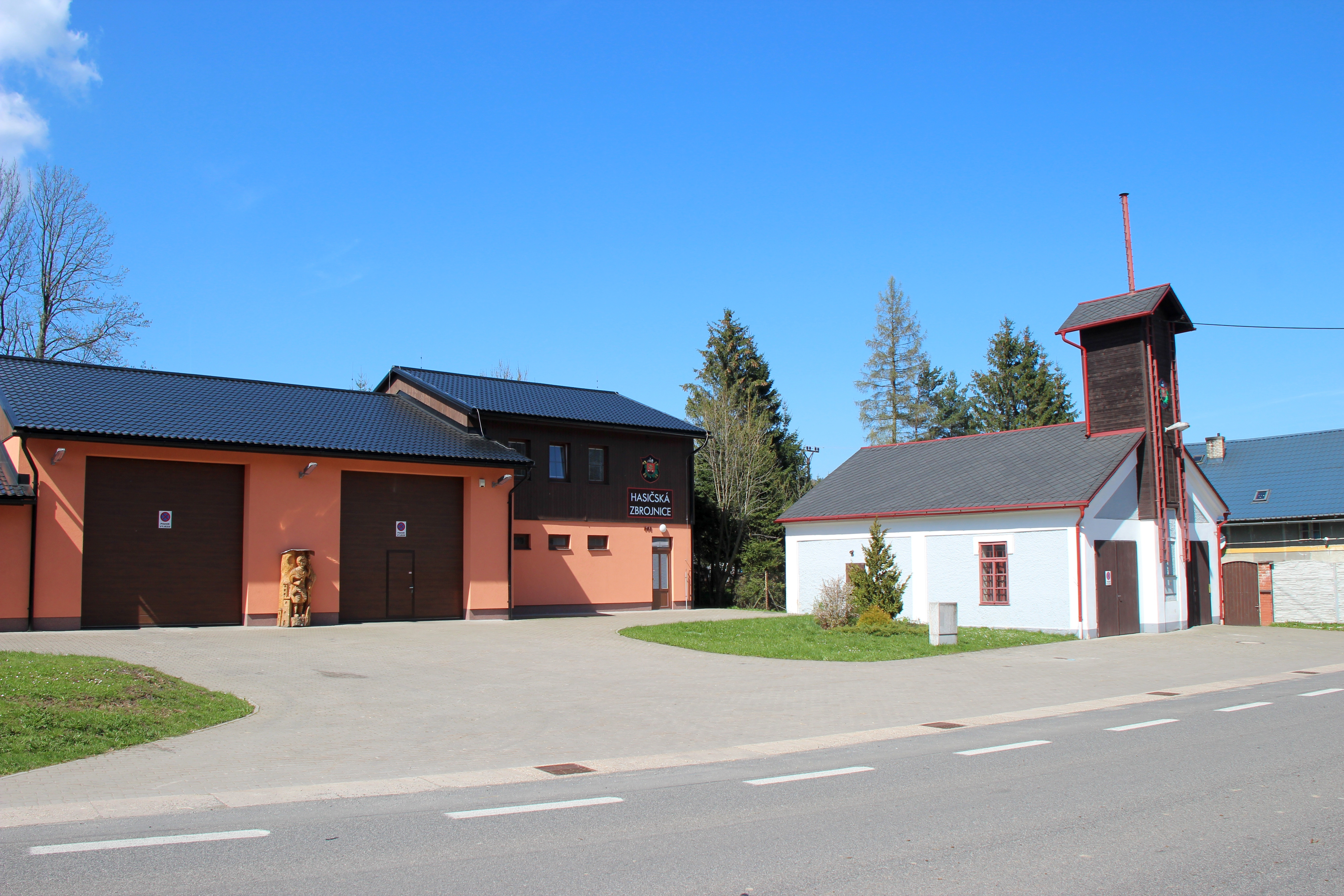
Nová a stará hasičská zbrojnice Domašov

V obci se nachází mateřská škola a základní škola nižšího i vyššího stupně (1.-9. ročník).

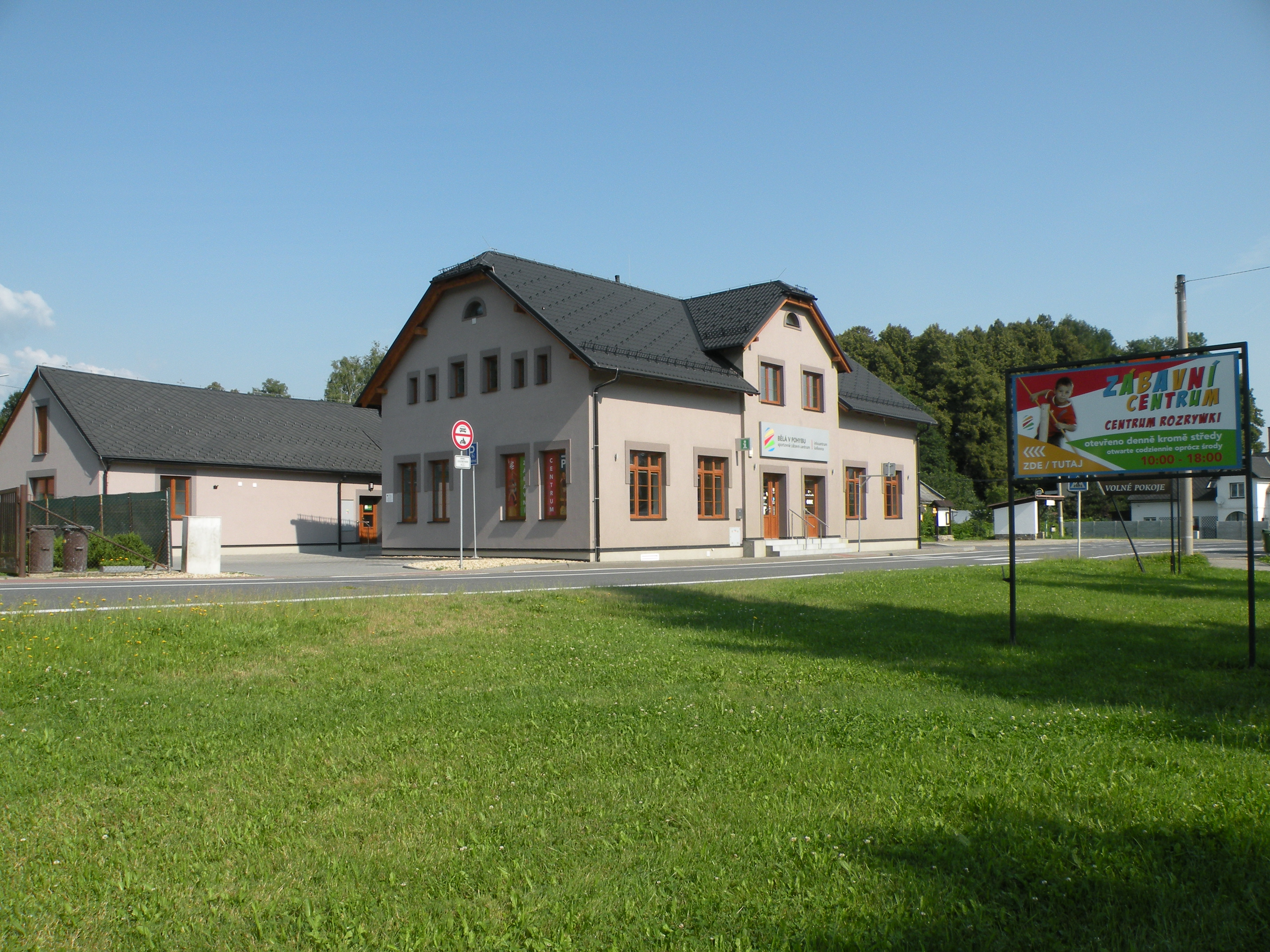
Centrum Bělá v pohybu a knihovna s IC, Adolfovice 41

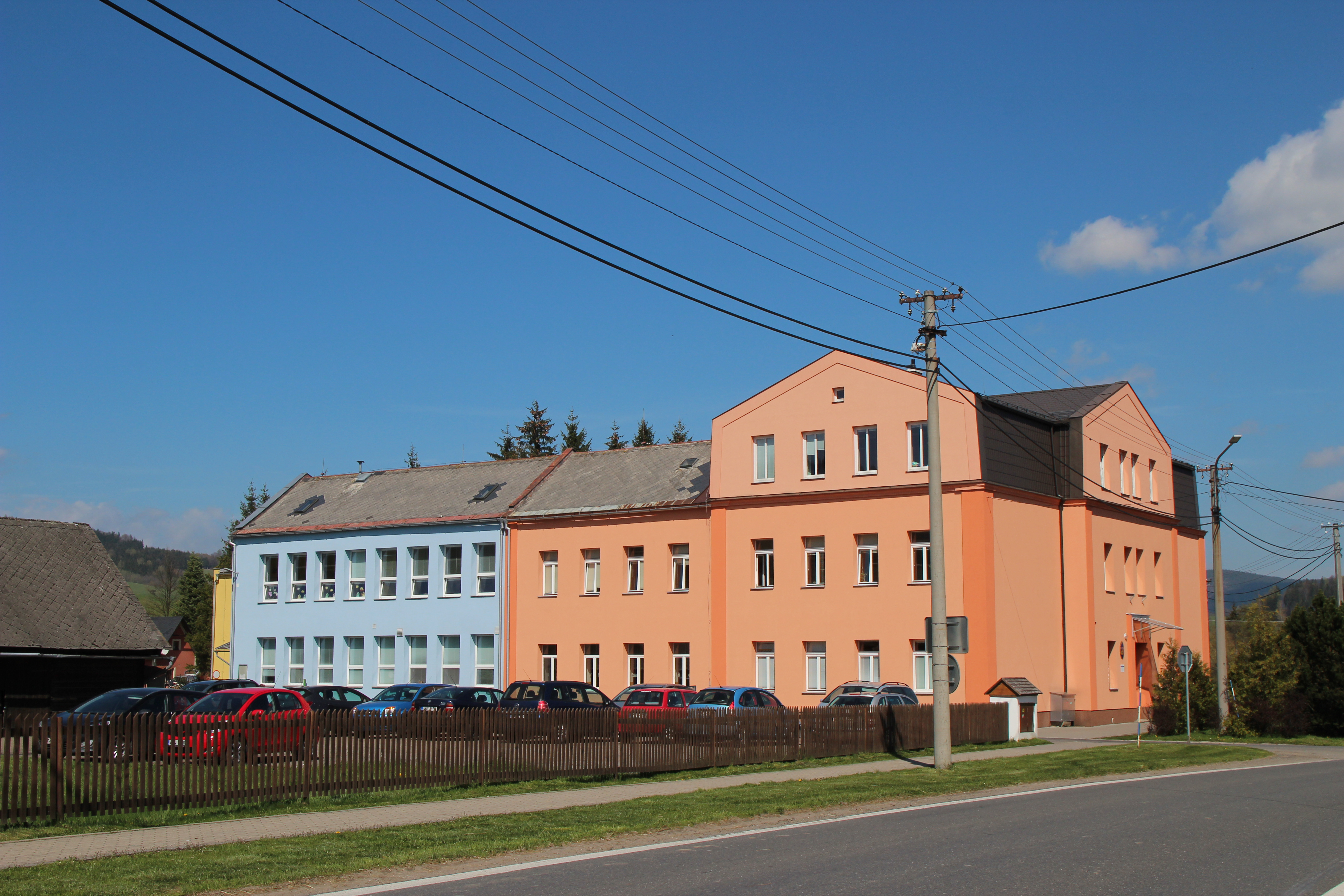
Základní škola a mateřská škola Adolfovice

## Fotogalerie

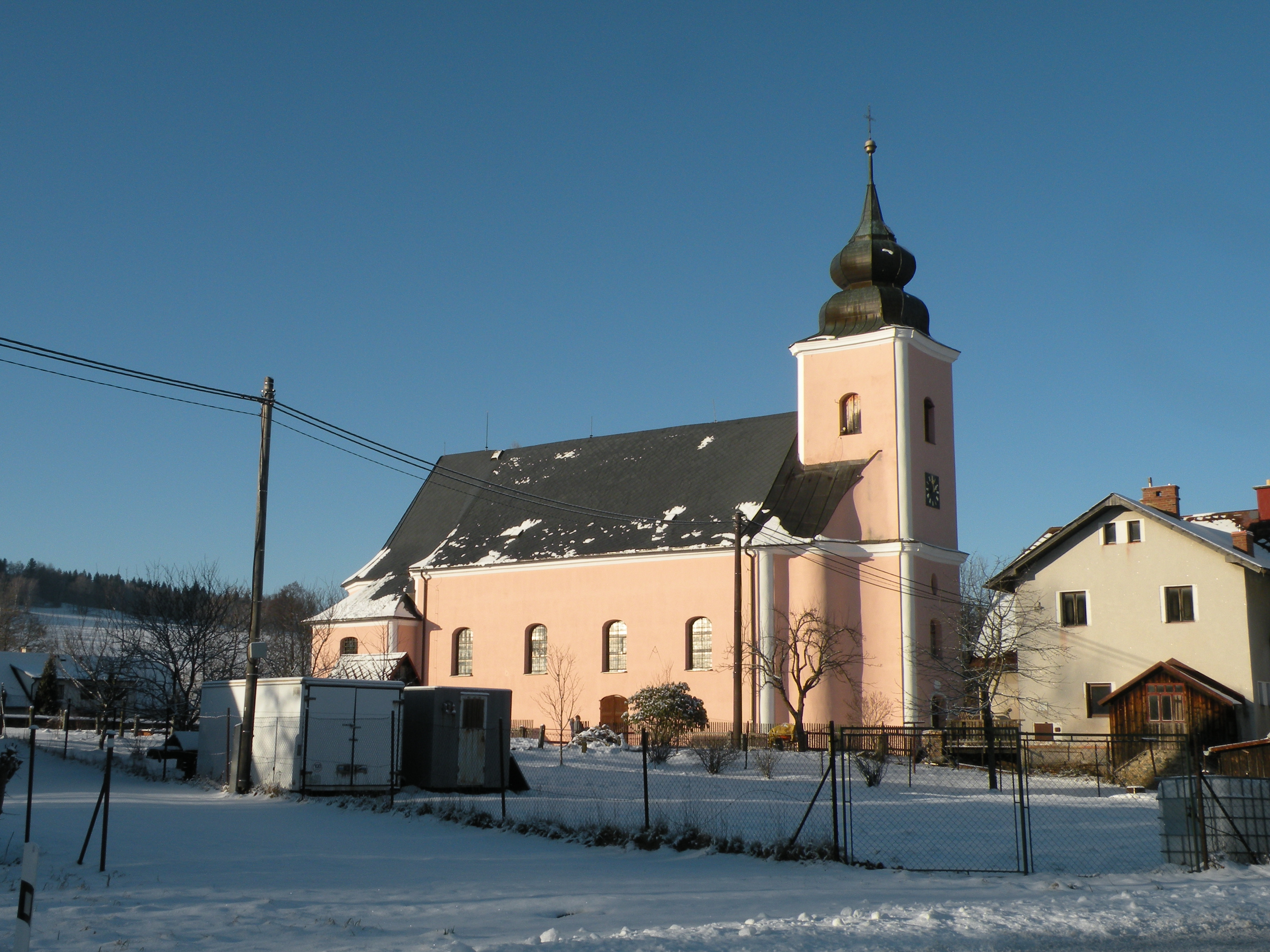
Kostel sv. Jana Křtitele Horní Domašov

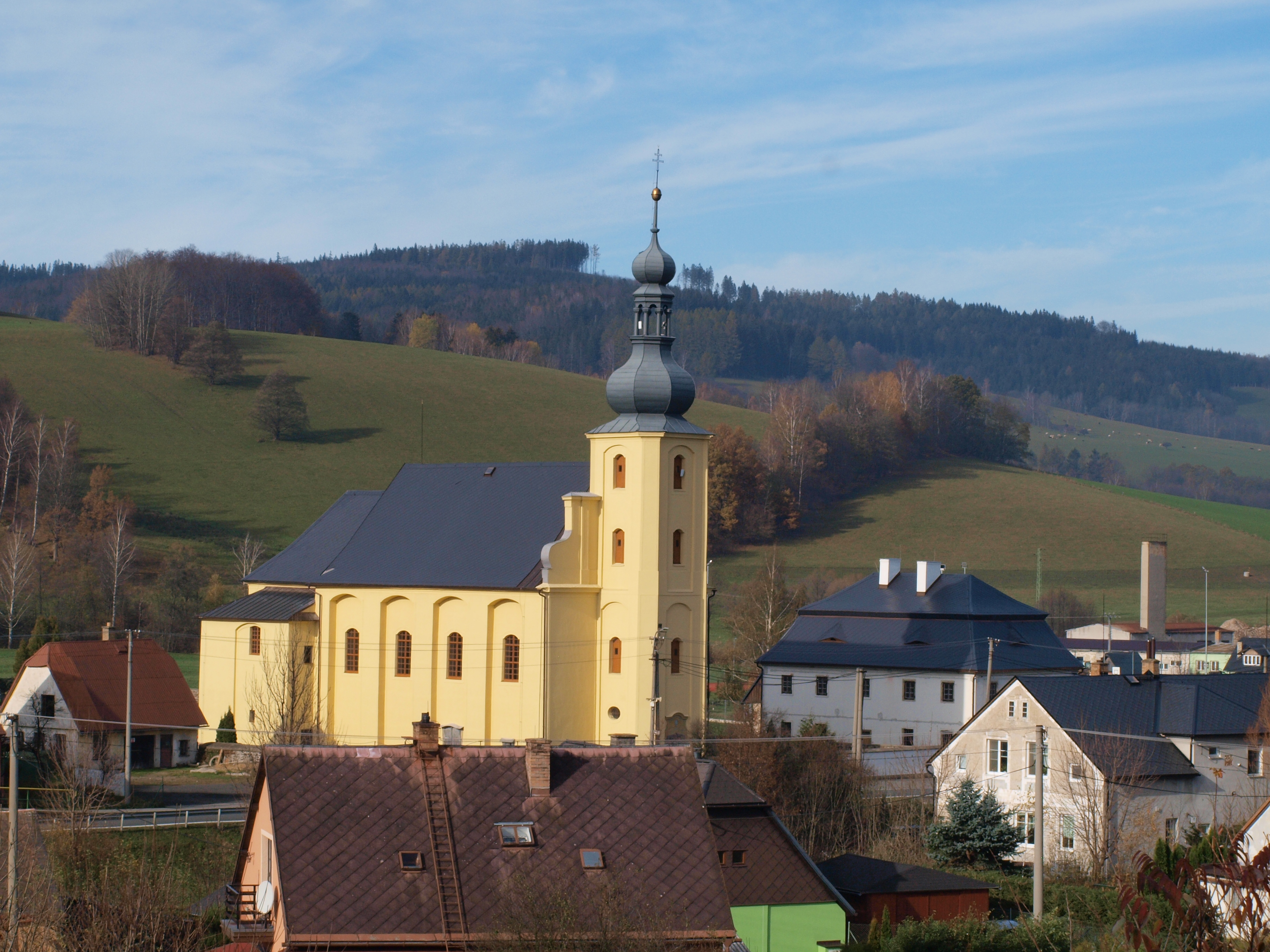
Kostel sv. Tomáše Apoštola Dolní Domašov

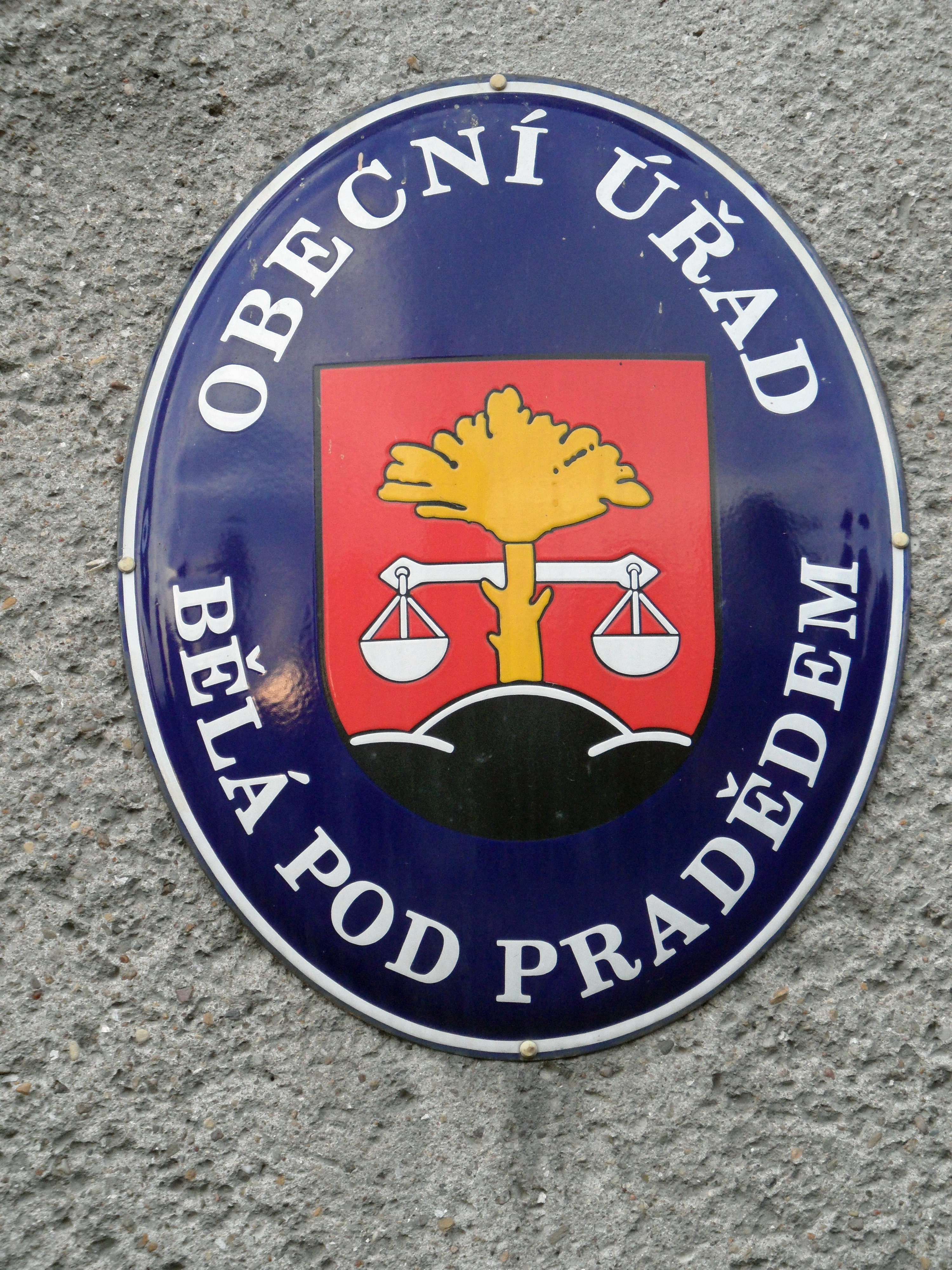
Znak na budově obecního úřadu
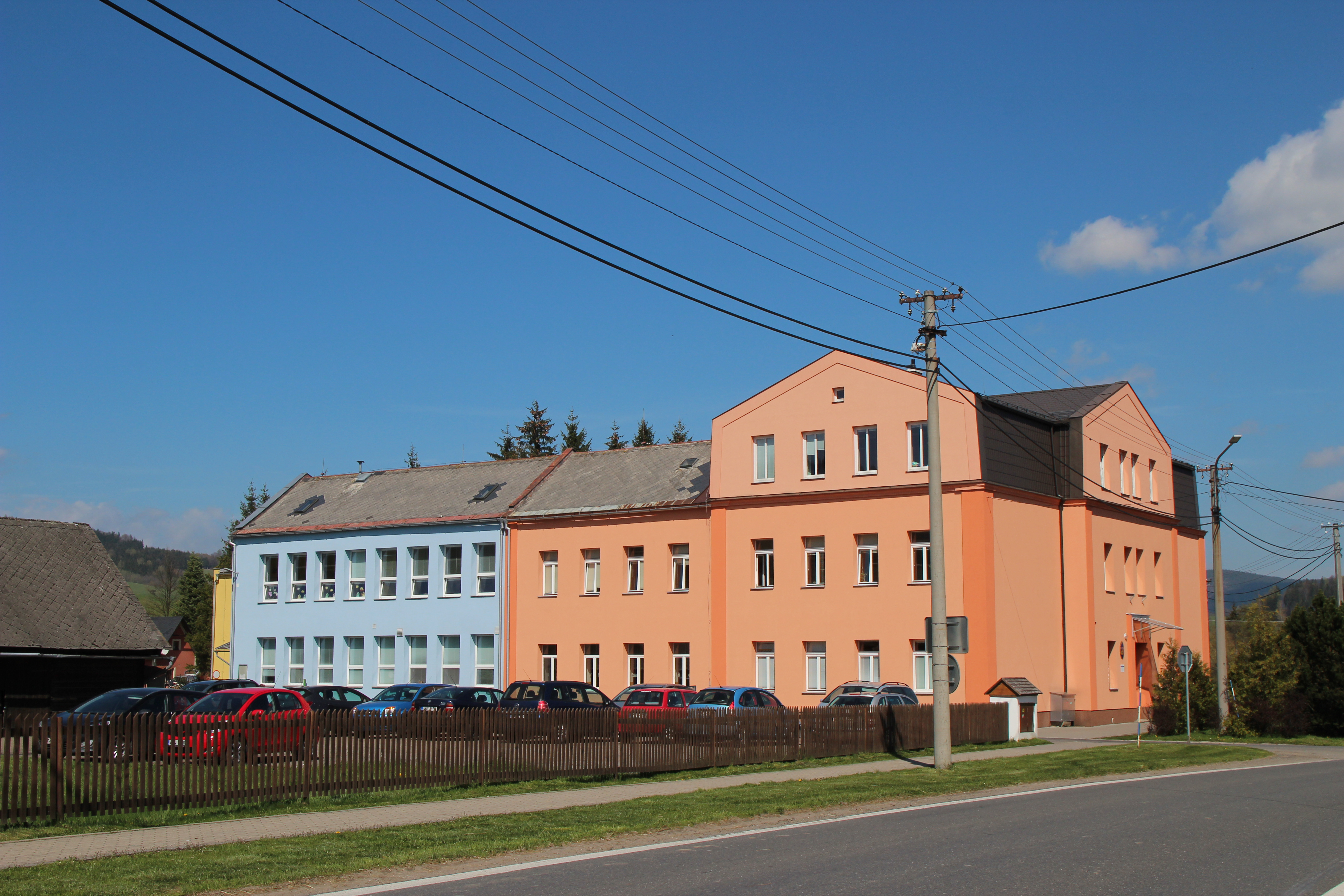
Základní škola a mateřská škola Adolfovice
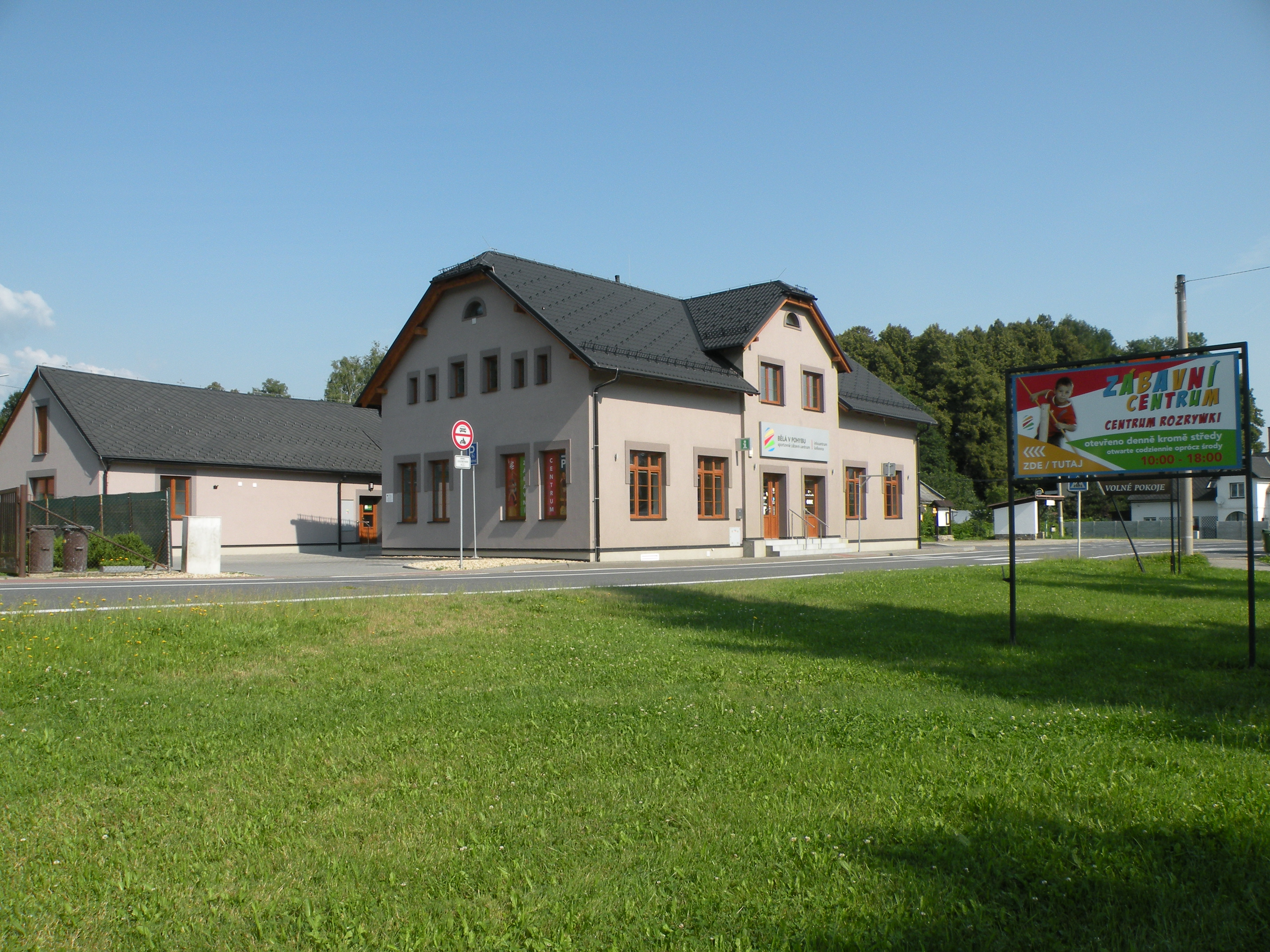
Centrum Bělá v pohybu a knihovna s IC, Adolfovice 41
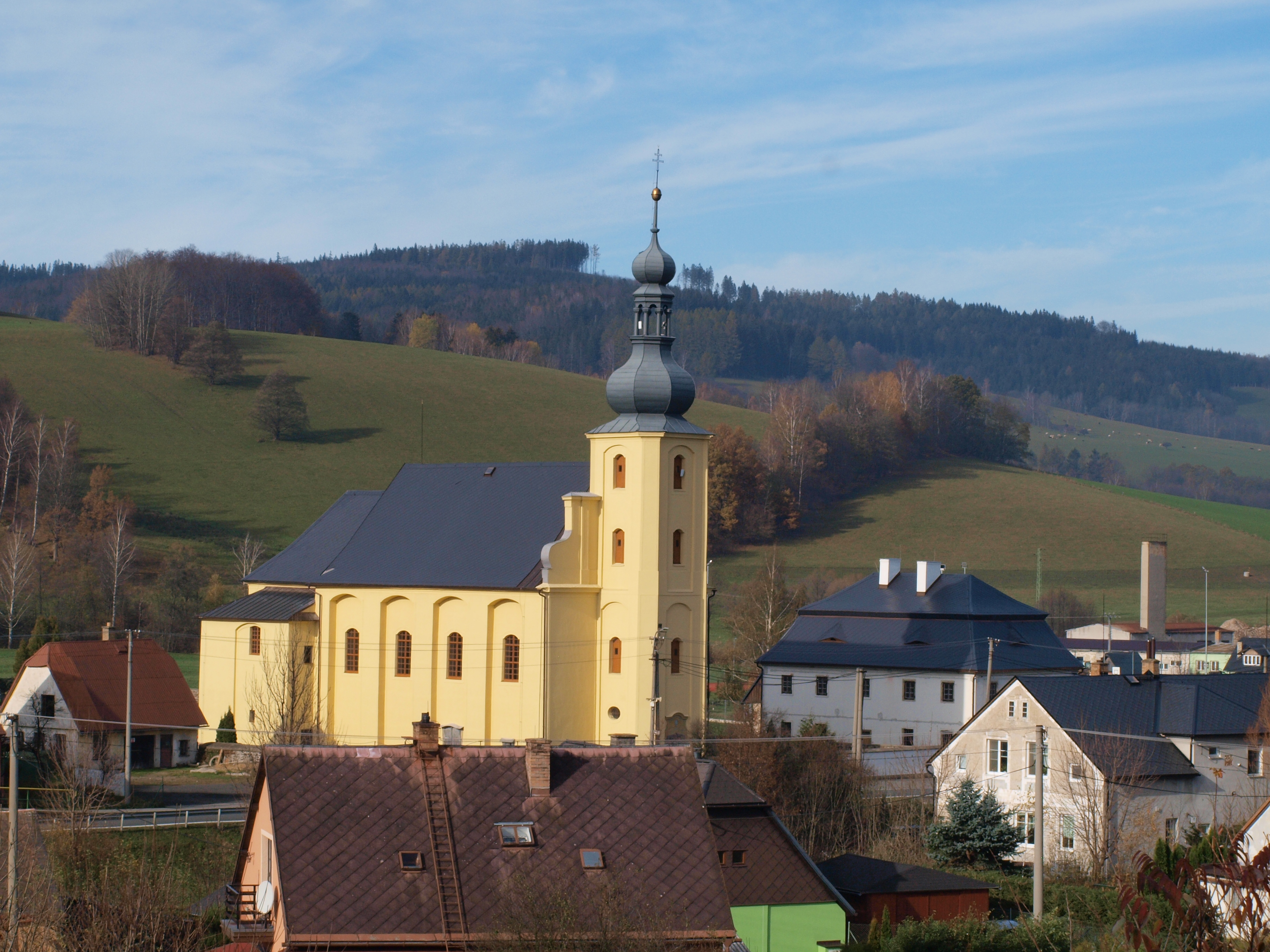
Kostel sv. Tomáše Apoštola Dolní Domašov
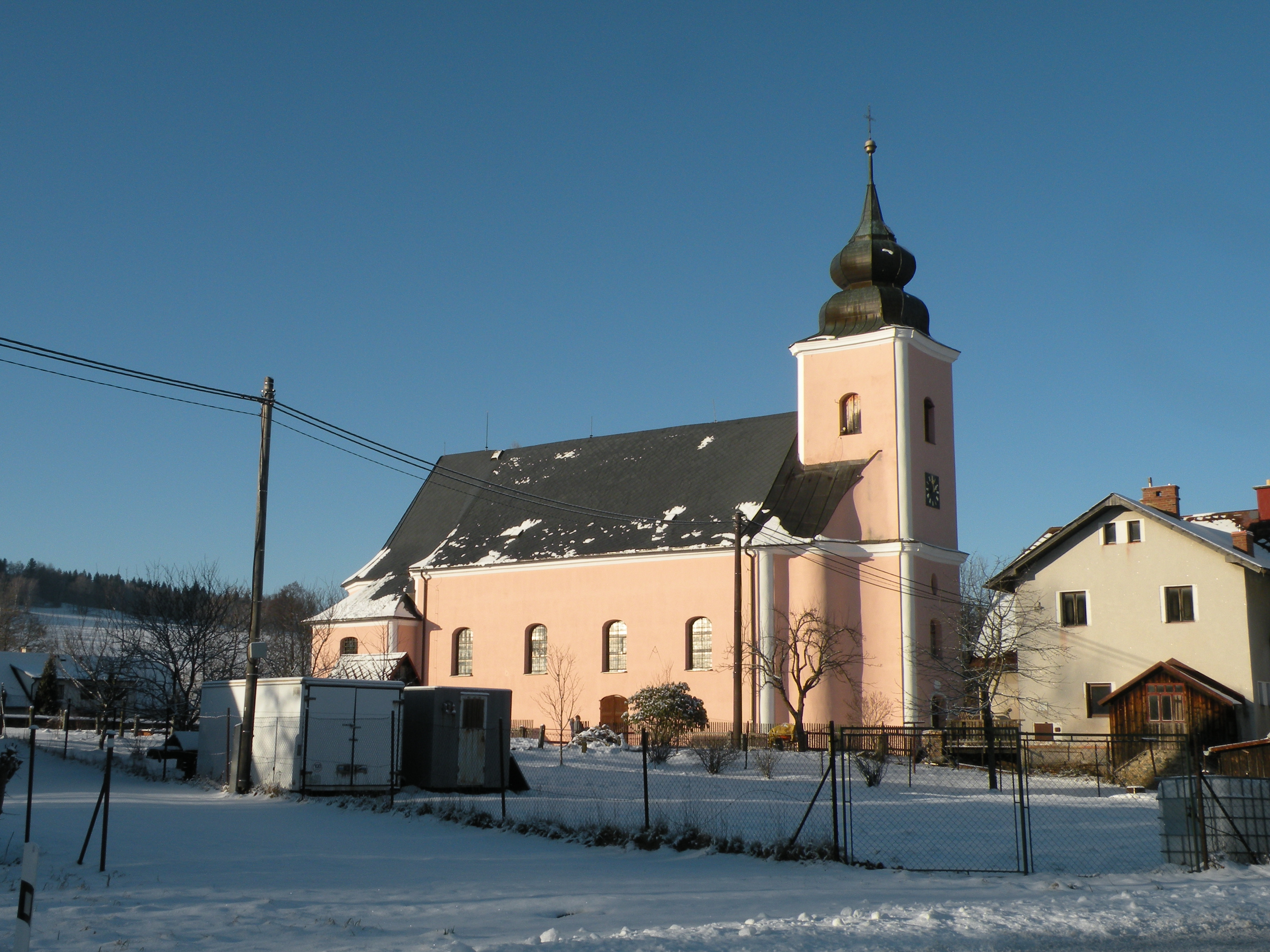
Kostel sv. Jana Křtitele Horní Domašov
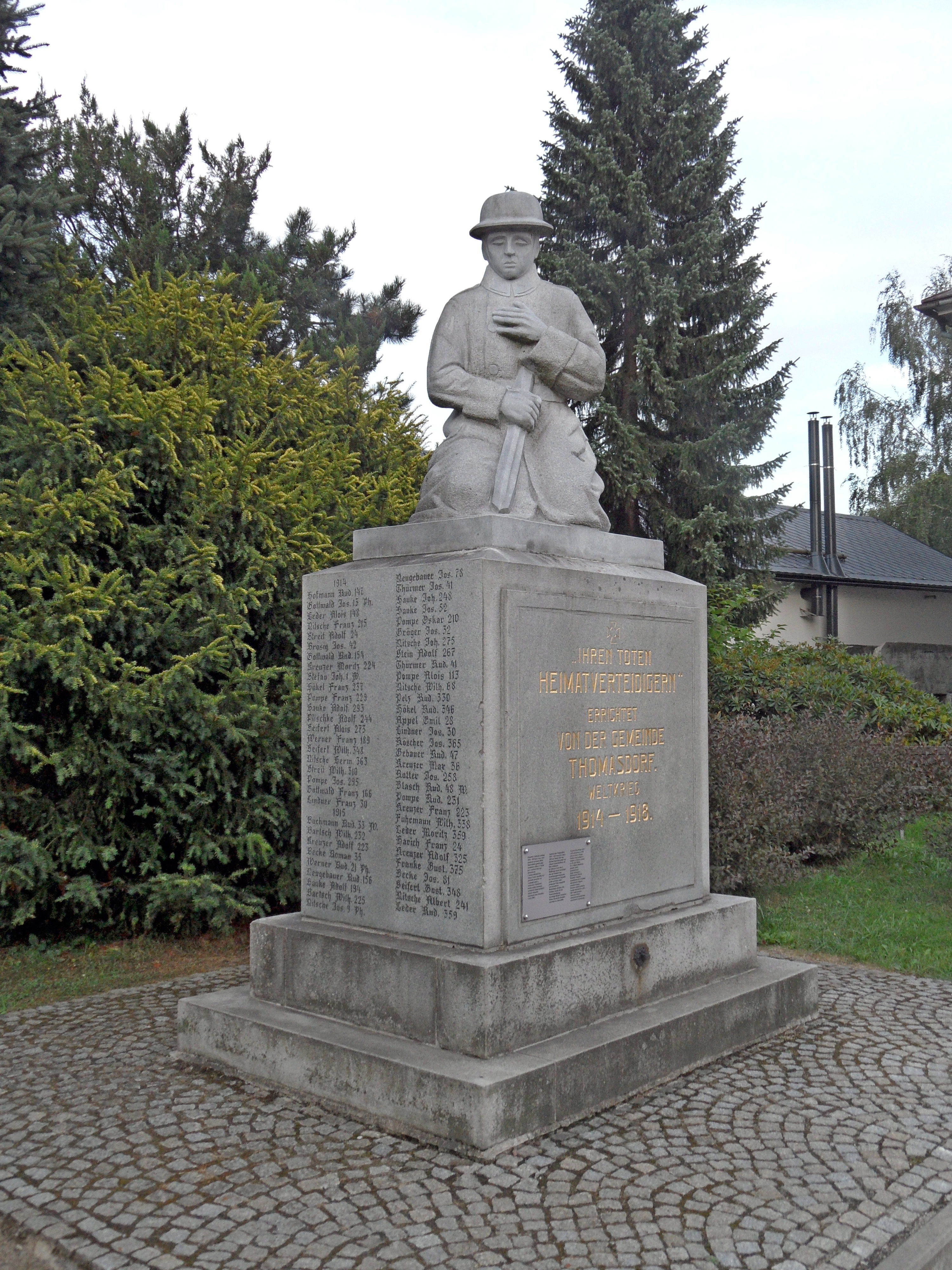
Pomník obětem 1. sv. války Domašov
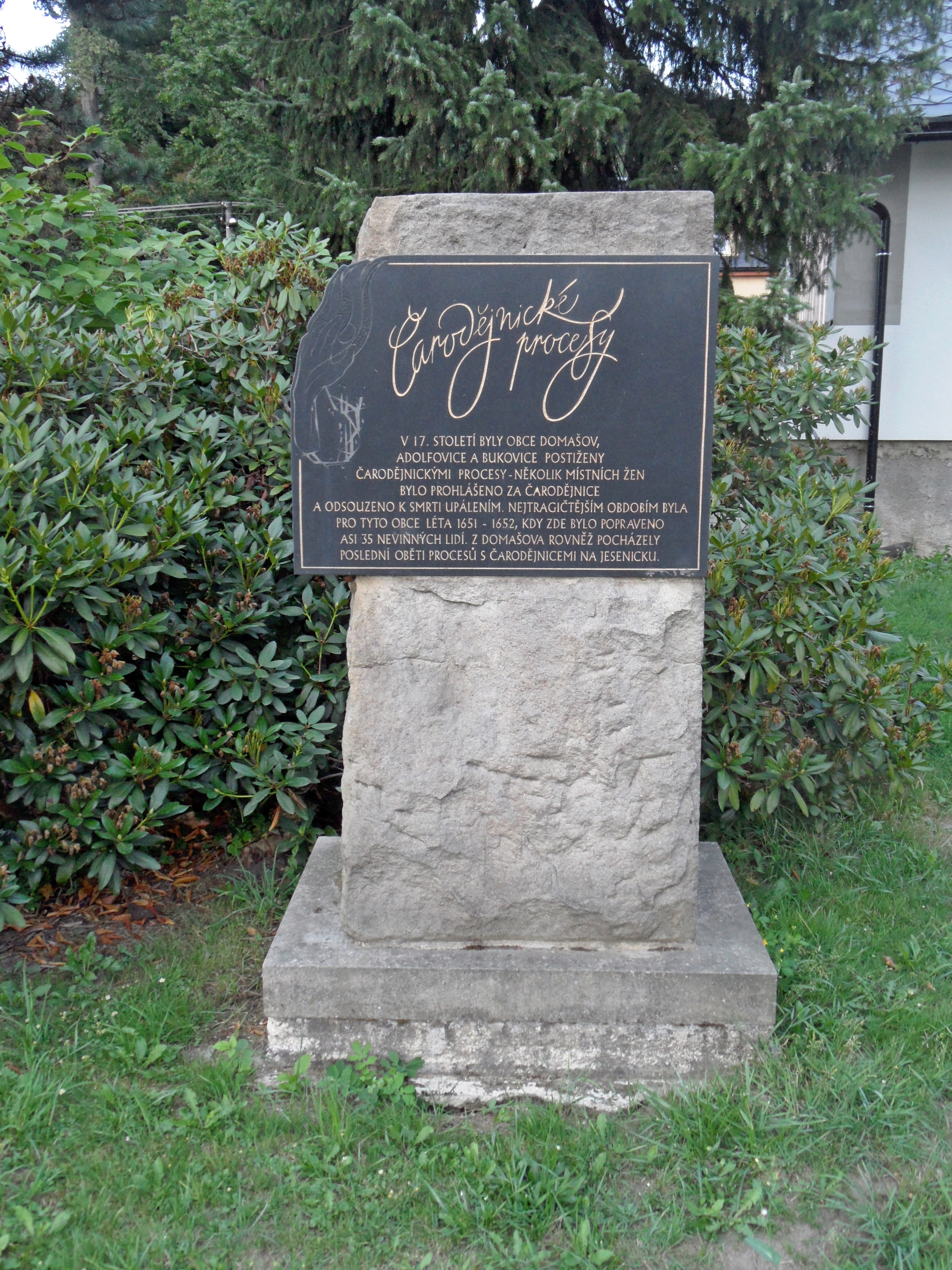
Památník na čarodějnické procesy
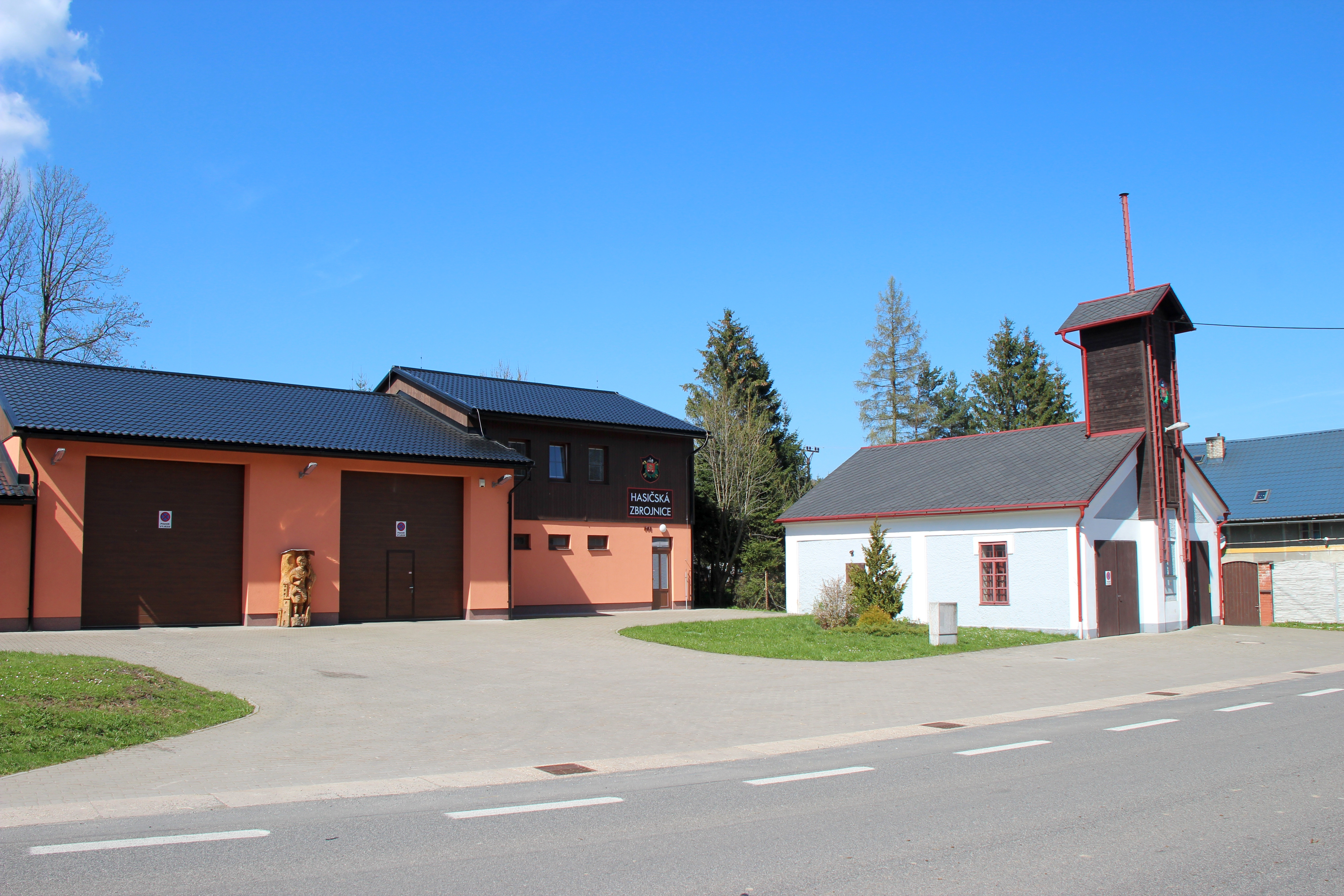
Nová a stará hasičská zbrojnice Domašov
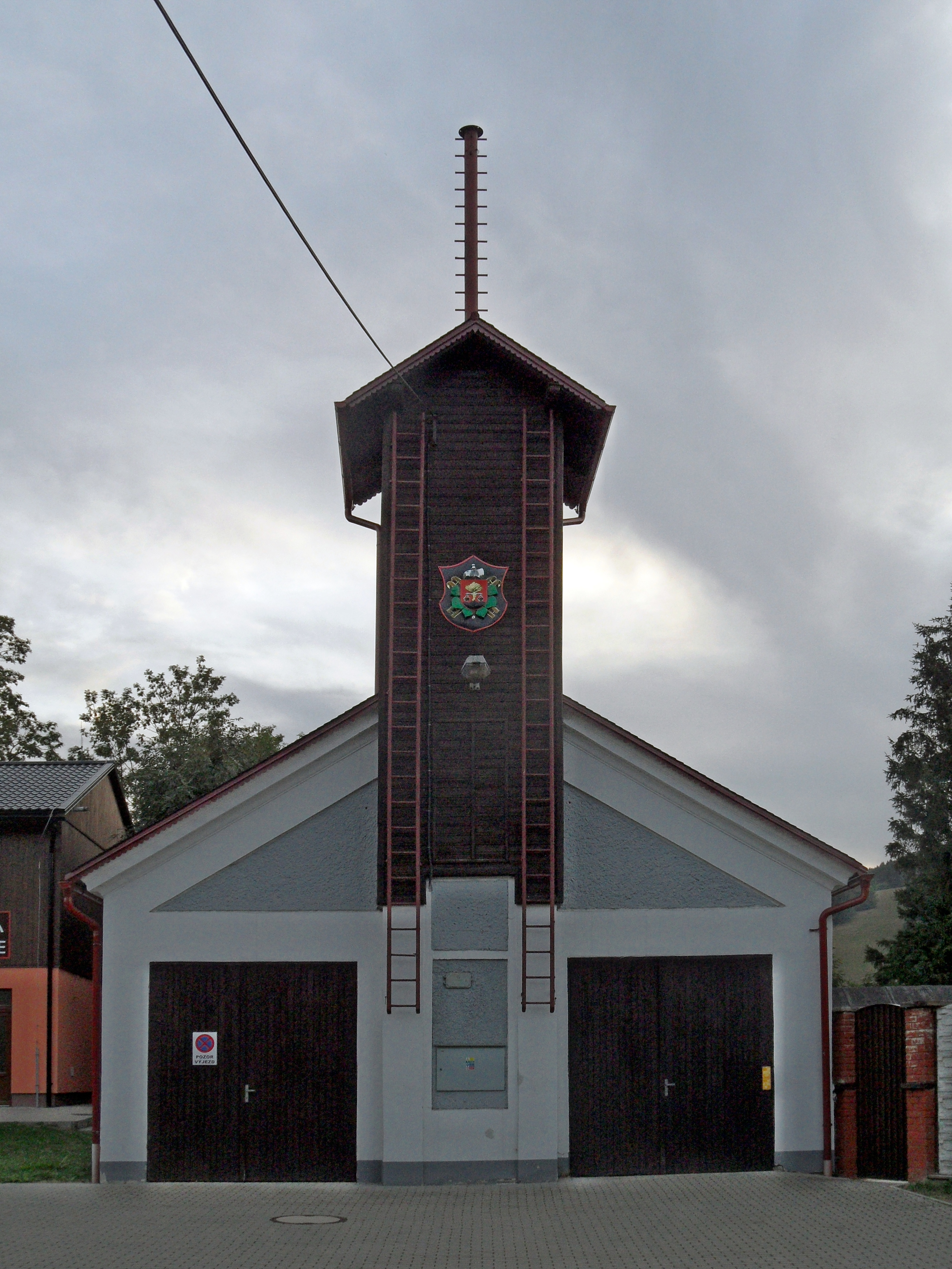
Hasičská zbrojnice s věží